# Teuchophorus anomalicerus
Teuchophorus anomalicerus är en tvåvingeart som först beskrevs av Jennifer L. Hollis 1964.  Teuchophorus anomalicerus ingår i släktet Teuchophorus och familjen styltflugor.
Artens utbredningsområde är Nepal. Inga underarter finns listade i Catalogue of Life.